# Staatsarchiv
Staatsarchive (oder Landesarchive) sind staatliche Archive.

## Deutschland
In Deutschland sind Staatsarchive die Archive eines Bundeslandes. Ihnen ist gesetzlich die Aufgabe zugewiesen, die archivwürdigen Unterlagen (Urkunden, Akten, Karten, digitale Daten usw.) der Behörden ihres Zuständigkeitsbereiches  (Archivsprengels) nach archivwissenschaftlichen Grundsätzen durch Archivare zu erschließen und dauerhaft aufzubewahren. 
Auf der Ebene der nachgeordneten Behörden gibt es ebenfalls staatliche Archive, die das dort entstandene Archivgut erschließen und bewahren. 
Jedes Bundesland hat eine eigene Archivorganisation. In manchen Ländern gibt es ein so genanntes Hauptstaatsarchiv, in anderen ein so genanntes Landes(haupt)archiv. Zum Beispiel besteht das badische Generallandesarchiv Karlsruhe mit dieser Bezeichnung als eines der Staatsarchive in Baden-Württemberg fort. Kleinere Bundesländer haben nur ein Staatsarchiv, größere traditionell mehrere. 
In den letzten Jahren ist aber eine Tendenz zu beobachten, alle Staatsarchive eines Bundeslandes zu einer Institution (mit mehreren Standorten) zusammenzufassen. Sachsen-Anhalt hat als erstes die drei Landesarchive zu einem Landeshauptarchiv zusammengeschlossen, das über die drei Fachabteilungen Magdeburg (mit dem Standort Wernigerode), Merseburg und Dessau verfügt. Diesem Beispiel folgten 2004 Nordrhein-Westfalen, 2005 auch der Freistaat Sachsen, Niedersachsen und Baden-Württemberg. In Mecklenburg-Vorpommern ging man 2006 noch einen Schritt weiter und integrierte die beiden bis dahin selbständigen staatlichen Archive – Landeshauptarchiv Schwerin und Landesarchiv Greifswald – als Abteilung Landesarchiv in das neu geschaffene Landesamt für Kultur und Denkmalpflege.
Landesarchive bzw. Landesarchivverwaltungen in Deutschland
- Landesarchiv Baden-Württemberg
- Generaldirektion der Staatlichen Archive Bayerns
- Landesarchiv Berlin
- Brandenburgisches Landeshauptarchiv
- Staatsarchiv Bremen
- Staatsarchiv der Freien und Hansestadt Hamburg
- Hessisches Landesarchiv
- Landesamt für Kultur und Denkmalpflege Mecklenburg-Vorpommern
- Landesarchiv Nordrhein-Westfalen
- Niedersächsisches Landesarchiv
- Landesarchivverwaltung Rheinland-Pfalz
- Landesarchiv Saarbrücken
- Sächsisches Staatsarchiv
- Landesarchiv Sachsen-Anhalt
- Landesarchiv Schleswig-Holstein
- Landesarchiv Thüringen

## Liechtenstein
In Liechtenstein ist das zentrale Archiv des Landes das Liechtensteinische Landesarchiv, welches in Vaduz seinen Sitz hat. Das Landesarchiv archiviert in erster Linie die Unterlagen der staatlichen Behörden, hat aber auch den gesetzlichen Auftrag, Nachlässe sowie Unterlagen von Vereinen, Verbänden, Parteien und Firmen entgegenzunehmen. Weiter pflegt es eine Reihe von Sammlungen (Foto-, Film- und Tonsammlung, Presseausschnitte, Siegelabgüsse, Regesten, zeitgeschichtliche Dokumentation, Mikrofilme usw.) und Privatarchive wie das Josef Gabriel Rheinberger-Archiv (gegründet 1944). Im Gegensatz zu den Ablieferungen der staatlichen Stellen beruht die Abgabe von privaten Unterlagen an das Landesarchiv auf Freiwilligkeit (Schenkungen oder Leihgaben). In besonderen Fällen erwirbt das Liechtensteinische Landesarchiv Archivalien durch Kauf.

## Österreich
In Österreich ist das zentrale Archiv der österreichischen Bundesverwaltung das Österreichische Staatsarchiv, das in Wien seinen Sitz hat. Es besteht heute aus 4 Abteilungen: Archiv der Republik, Haus-, Hof- und Staatsarchiv, Allgemeines Verwaltungsarchiv/Finanz- und Hofkammerarchiv und Kriegsarchiv. Darüber hinaus ist das österreichische Archivwesen durch die föderale Struktur der Republik Österreich geprägt. So existiert in jedem österreichischen Bundesland ein eigenes Landesarchiv, wobei das Wiener Stadt- und Landesarchiv gleichzeitig das Archiv der Stadt und des Landes Wien ist.
Siehe auch: Liste österreichischer Archive

## Schweiz
In der Schweiz sind Staatsarchive die Archive eines Kantons. Ihre Benennung ist allerdings, je nach kantonaler Tradition, unterschiedlich (Staatsarchiv, Landesarchiv, Kantonsarchiv sowie in den weiteren Landessprachen Archivio di Stato, Archives cantonales, Archives de l’Etat, Archives de la République et Canton).
Das Archiv auf Bundesebene ist das Schweizerische Bundesarchiv.

## Dänemark
Statens Arkiver (dt. Staatliche Archive) ist eine dänische Institution, die dem Kulturministerium untersteht. In ihr sind sechs Archive versammelt:
- Rigsarkivet (dt. Das Reichsarchiv) in Kopenhagen, Staatsarchiv für das dänische Königshaus und die zentralen Staatsbehörden (seit 1582/1889), und Staatsarchiv für die Hauptstadtregion und Region Seeland (seit 1893).
- Landsarkivet for Nørrejylland in Viborg (dt. Landesarchiv für Nördliches Jütland), seit 1891 Staatsarchiv für Region Nordjütland, Region Mitteljütland und den nördlichen Teil der Region Süddänemark.
- Landsarkivet for Fyn in Odense (dt. Landesarchiv für Fünen, seit 1893).
- Landsarkivet for Sønderjylland in Aabenraa (dt. Apenrade; dt. Landesarchiv für Nordschleswig), seit 1931 Staatsarchiv für Süderjütland/Nordschleswig.
- Erhvervsarkivet i Aarhus (dt. Das Wirtschaftsarchiv, seit 1948).
- Dansk Data Arkiv in Odense (dt. Dänisches Datenbankarchiv, seit 1973).

## Italien
- Liste der italienischen Staatsarchive

Neben dem zentralen Staatsarchiv in Rom (Archivio Centrale dello Stato) gibt es grundsätzlich in jeder italienischen Provinz oder Metropolitanstadt ein Staatsarchiv, das jeweils dem italienischen Ministerium für Kulturgüter untersteht. In den autonomen Provinzen Südtirol und Trentino gibt es neben der staatlichen Archivverwaltung eigene Landesarchive. Das Südtiroler Landesarchiv in Bozen besteht seit 1985.

## Kroatien
Das Staatsarchiv Rijeka besteht seit 1926 als Archiv und ist seit 1997 Staatsarchiv.

## Japan
Das 1971 eingerichtete japanische Nationalarchiv (Kokuritsu Kōbunshokan) in Chiyoda hat die gesetzliche Aufgabe Regierungsdokumente aufzubewahren und zu erschließen, darunter auch historische Sammlungen, von denen einige ein Wichtiges Kulturgut Japans sind.

## Schweden
Das Riksarkivet in Stockholm besteht seit 1618.